# Ганданшадувлин
Ганданшадувлин (монг. Ганданшадүвлин; от тиб. དགའ་ལྡན་བཤད་སྒྲུབ་གླིང, Вайли dga' ldan bshad sgrub gling — «место изучения и осуществления Тушиты») — буддийский храм школы гелуг в городе Эрдэнэте, центре монгольского аймака Орхон.

## История
Храм Ганданшадувлин располагается в северной части городского центра, в 4-м микрорайоне. Он был основан 8 июня 1990 года в сомоне Хангал аймака Булган (ныне сомон Баян-Ундэр аймака Орхон) на месте разрушенного монастыря Хутагт-Ламын-хийд. Инициатором восстановления храма стал обучавшийся в этом монастыре до репрессий 1937 года зээрэмбэ-лама Жадамба, а также другие местные ламы старого поколения — Должин, Далха́ и Пунцаг. Строительство началось благодаря поддержке местных верующих, а также аймачной администрации. В 2002 году монастырь получил новое здание соборного храма, рядом с которым были возведены две ступы и два крупных молитвенных барабана-хурдэ.

## Современное состояние
У дверей соборного храма располагается 21 малый молитвенный барабанчик. Прихрамовый комплекс включает также ламское общежитие, хозяйственное помещение, кухню, лавку религиозных товаров и другие небольшие постройки. Рядом с территорией храма Ганданшадувлин, относящегося к школе гелуг, располагается второй буддийский храм Эрдэнэта, принадлежащий школе сакья — Лэгшад Норовлин.
На 2007 год при Ганданшадувлине находилось 25 штатных лам и 5 рабочих. Среди лам трое были выпускниками Буддийского университета при Гандантэгченлине, трое — улан-баторского буддийского училища, а трое находились на обучении в Гоман-дацане индийского монастыря Дрепунг. Настоятелем (хамбо-ламой) Ганданшадувлина был Батаагийн Мунхтого́. Впоследствии его сменил воспитанник этого храма Ж. Ширнэн.

## Деятельность
В 2007 году на южном склоне горы Баян-Ундэр, рядом с городским центром, духовенством Ганданшадувлина при поддержке администрации аймака Орхон и ГОКа «Эрдэнэт» было начато строительство молитвенного комплекса. В центре комплекса, наверху пятиметрового юртообразного храма, располагается 17-метровая статуя Будды из меди местного производства; её окружают восемь ступ. Проект статуи совместно разработали народный художник Монголии Амгалан и бурханчи-лама Пурэвбат в стилистике литейной школы Дзанабадзара.
В 2019 году при храме был основан «Союз верующих», при помощи и для которого в весенний и осенний периоды устраиваются образовательные курсы по буддизму для желающих. С этого же времени для студентов-первокурсников местного Технологического училища устраиваются уроки «правильной жизни».